# Haratimallandahalli, Kolar
Haratimallandahalli là một làng thuộc tehsil Kolar, huyện Kolar, bang Karnataka, Ấn Độ.